# كانان ديفي
كانان ديفي (22 نيسان / أبريل 1916 – 17 تموز / يوليه 1992) ممثلة ومغنية هندية. كانت بين أوائل  نجوم الغناء في السينما الهندية ، وتصنف شعبيا كأول نجمة في السينما البنغالية. نمط غناؤها المعتاد يمتاز بسرعة الإيقاع، قُدِمَ كخامة فعالة في بعض من أكبر الإنتاج من نيو ثياتار, كولكاتا.

## التكريم
- 1942-فازت بحائزة BFJA -جائزة أفضل ممثلة عن Parichaya
- 1943-فازت بجائزة BFJA -جائزة أفضل ممثلة عن شيش أوتار

حازت على جائزة بادما شري في عام 1968.
وقد منحت Dadasaheb Phalke الجائزة في عام 1976. تكريما لها صدر طابع بريد يحمل صورتها في الهند من قبل وزير الدولة لشؤون الاتصالات وتكنولوجيا المعلومات في شباط / فبراير 2011.

## وصلات خارجية
- كانان ديفي على موقع IMDb (الإنجليزية)
- كانان ديفي على موقع ميوزك برينز (الإنجليزية)

1. ↑  Internet Movie Database (بالإنجليزية), QID:Q37312
2. ↑  MusicBrainz (بالإنجليزية), MetaBrainz Foundation, QID:Q14005
3. ↑  Ashish Rajadhyaksha؛ Paul Willemen؛ Professor of Critical Studies Paul Willemen (10 يوليو 2014). Encyclopedia of Indian Cinema. Routledge. ص. 88. ISBN:978-1-135-94318-9. مؤرشف من الأصل في 2020-01-26. اطلع عليه بتاريخ 2015-02-28.
4. ↑  Bengali Cinema, Calcutta Web نسخة محفوظة 07 أبريل 2016 على موقع واي باك مشين.